# The Girl Without a Soul
The Girl Without a Soul is een Amerikaanse stomme film uit 1917, onder regie van John H. Collins met Viola Dana in een dubbelrol als de zusjes Beaumont.

## Verhaal
Vioolbouwer Dominic Beaumont (Henry Hallam) is trots op zijn dochter Priscilla (Viola Dana) omdat ze het muzikale talent van haar moeder heeft geërfd. Zijn andere dochter, Unity (eveneens Viola Dana), noemt hij "het meisje zonder ziel" (Engels: "the girl without a soul") omdat ze Priscilla's talent mist en de sloof van de familie is.
Priscilla verlangt naar een carrière in de schijnwerpers op het concertpodium. Wanneer rondreizend muzikant Ivor (Fred C. Jones) in het dorp neerstrijkt, vertelt hij haar dat ze met het nodige geld haar droom kan verwezenlijken. Hij overtuigt Priscilla om geld te stelen van Unity's geliefde, dorpssmid Hiram Miller (Robert Walker), die het geld in bewaring had gekregen om een nieuw kerkorgel te kopen.
Na de arrestatie van Hiram vermomt Unity zich als Priscilla om Ivor te ontmaskeren wanneer hij om het geld vraagt. Priscilla geeft het geld aan Unity, die vervolgens wordt verdacht van de diefstal omdat ze weigert Priscilla te verraden. Nadat Priscilla tijdens het proces Ivor verraadt, gaat Hiram Ivor achterna en sleept hem naar de rechtbank. Priscilla overtuigt Dominic er vervolgens van dat hij Unity verkeerd heeft ingeschat.

## Rolverdeling
| Acteur           | Personage                           |
| ---------------- | ----------------------------------- |
| Viola Dana       | Unity Beaumont / Priscilla Beaumont |
| Robert Walker    | Hiram Miller                        |
| Fred C. Jones    | Ivor                                |
| Henry Hallam     | Dominic Beaumont                    |
| Margaret Seddon  | Henrietta Hateman                   |
| Margaret Vaughan | Louise                              |

## Productie
De film werd geproduceerd door B.A. Rolfe en opgenomen in de omgeving van Fort Lee (New Jersey). Rolfe verhuisde zijn productiebedrijf Rolfe Photoplays naar Hollywood in de nasleep van de griepepidemie van 1918, maar niet voordat regisseur Collins er het slachtoffer van werd en stierf in een hotelkamer in New York in oktober van dat jaar.

## Trivia
- Een volledig intacte versie van de film bevindt zich in de verzameling van het George Eastman House in Rochester.[3]
- In 2018 werd de film opgenomen in de National Film Registry van de Library of Congress vanwege de culturele, historische en esthetische waarde.[4]